# Канадська ескімоська собака
Канадська ескімоська собака — порода собак. Ця порода собак є однією з найстаріших чистих порід у світі, яка, за археологічними свідченнями, постійно проживає в Арктиці, принаймні, 4000 років. Ця собака була необхідна для виживання ескімосів поколіннями, будучи єдиними тваринами для далеких подорожей і готових і здатних супутників при полюванні. 
Канадська ескімоська собака ідеально підходить, завдяки тривалій адаптації, для виживання у ворожому навколишньому середовищі Арктики. Ця надійна, середніх розмірів (30-38 кг) тварина має товсте хутро, кучерявий хвіст, вертикальні вуха і загальний вигляд сили і витривалості. Ця порода не має конкретного кольору, варіюючи всіма відомими собакам кольорами і відтінками. Порода без генетичних дефектів, добре почувається на раціоні з білків і жирів і, перш за все, є чудовою робочою твариною.